# Françoise Van Haeperen
Françoise Van Haeperen, née en 1973, est une historienne belge se consacrant à l'Antiquité, professeure à l'université catholique de Louvain.

## Biographie
Françoise Van Haeperen a soutenu sa thèse concernant le Collège pontifical. Contribution à l’étude de la religion publique romaine (3e s. av.- 4e s. ap.) en 2001, aux facultés universitaires Saint-Louis (devenues l'université Saint-Louis - Bruxelles).
Ses champs de recherche principaux concernent les cultes polythéistes dans le monde romain occidental.
Françoise Van Haeperen enseigne à l'UCLouvain, à Louvain-la-Neuve. Elle est occasionnellement membre ou présidente de jury doctoral.
En 2018, elle signe une carte blanche demandant le maintien du cours d'histoire distinct dans les programmes scolaires belges francophones.

## Publications principales

### Ouvrages personnels
- Le collège pontifical (3e s. a.C.-4e s. p.C) : Contribution à l'étude de la religion publique romaine, Bruxelles-Rome, Institut historique belge, coll. « Études de Philologie, d'Archéologie et d'Histoire anciennes » (no 39), 2002, 467 p. (ISBN 90-74461-49-2)[5].
- Étrangère et ancestrale : La mère des dieux dans le monde romain, Paris, Éditions du Cerf, coll. « Collection Les conférences de l’École Pratique », 2019 (ISBN 9782204135726, lire en ligne)[6],[7].
- Fana, templa, delubra. Corpus dei luoghi di culto dell'Italia antica (FTD) - 6 : Regio I: Ostie, Porto, Paris, Collège de France, coll. « Institut des civilisations », 2019 (ISBN 978-2-7226-0511-4, lire en ligne)[8].
- Dieux et hommes à Ostie, port de Rome, CNRS Éditions, 2020 (présentation en ligne)[9],[10],[11].

### Ouvrages collectifs
- Corinne Bonnet et Françoise Van Haeperen (Éd.), Franz Cumont, Les religions orientales dans le paganisme romain, Turin, Nino Aragno, coll. « Bibliotheca Cumontiana. Scripta maiora » (no 1), 2006, 403 p. (ISBN 88-8419-289-7)[12],[13],[14].
- Bastien Kindt et Françoise Van Haeperen, Thesaurus Zosimi Historia Nova, Turnhout, Brepols, coll. « Corpus christianorum. Thesaurus Patrum Graecorum », 2008, 304 p. (ISBN 978-2-503-52793-2)[15].
- C. De Ruyt, T. Morard & F. Van Haeperen (éds.), Ostia Antica : Nouvelles études et recherches sur les quartiers occidentaux de la cité. Actes du colloque international, (Rome-Ostia Antica, 22-24 septembre 2014), Turnhout, Brepols Publishers, 2018 (ISBN 978-90-74461-89-4).
- Yann Berthelet, Françoise Van Haeperen (dir.), Dieux de Rome et du monde romain en réseaux, Bordeaux, Ausonius, coll. « Scripta antiqua » (no 141), 2021, 277 p..